# Пахтакор (станция метро)
«Пахтако́р» (узб. Paxtakor — хлопкороб) — станция Ташкентского метрополитена.
Пущена в эксплуатацию 6 ноября 1977 года в составе первого участка Чиланзарской линии: «Сабир Рахимов» — «Октябрьской Революции».
Расположена между станциями: «Дружба Народов» и «Мустакиллик майдони».

## История
«Пахтакор» — в переводе «Хлопкороб». Станция названа в честь хлопкоробов Узбекистана. Узбекистан всегда являлся одним из лидеров в хлопководстве.

## Характеристика
Станция : колонная, трехпролётная, мелкого заложения с подземным и наземным вестибюлями.
Западный, подземный вестибюль совмещён с переходом на станцию «Алишера Навои» Узбекистанской линии.

## Оформление
Колонны станции облицованы газганским мрамором светлых тонов, завершаются капителями из алюминя, подсвечивающихся изнутри.
Путевые стены облицованы керамикой (художник : И. Жарский).
Пол выложен плитами полированного гранита серого и чёрного цвета.
Стены и спуск на платформу украшают цветные смальтовые панно (художник : В. Бурмакин).

## Галерея

Вестибюль станции «Пахтакор»
Путевая стена
Обновлённая навигация, 2024 год